# Бычевский, Борис Владимирович
Бори́с Влади́мирович Быче́вский (1902—1972) — советский военачальник, один из руководителей обороны Ленинграда в годы Великой Отечественной войны. Генерал-лейтенант инженерных войск (22.06.1944). 

## Биография
Родился в 1902 году в Москве. Военную карьеру начал с 1919 года в возрасте семнадцати лет. В 1926 году вступил в ВКП(б). В 1931 году окончил военно-инженерную школу.

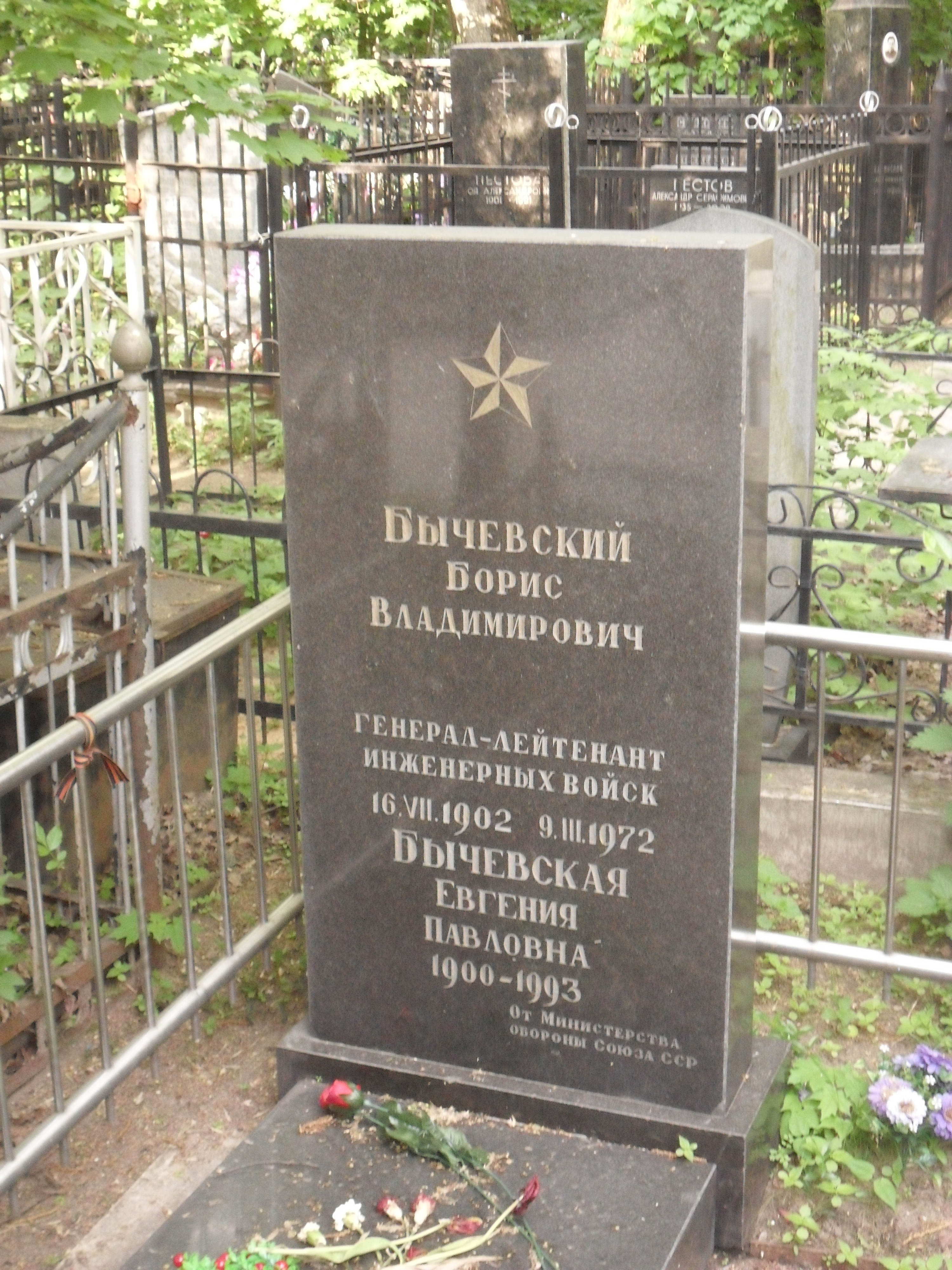
Могила Бычевского на Ваганьковском кладбище.

Участвовал в советско-финской войне. В 1940 году назначен начальником Инженерного управления Ленинградского военного округа и оставался на этой должности вплоть до начала Великой Отечественной войны. 
23 июня 1941 года Бычевский стал начальником Инженерного управления Северного фронта. С 23 августа 1941 по 1945 год занимал должность командующего — начальник инженерных войск Ленинградского фронта с задачей оборонять Ленинград на трёх рубежах круговой обороны.
13 яеваря 1943 года задача изменилась - руководил постройкой переправ через Неву для тяжёлых танков. После прорыва блокады Ленинграда руководил постройкой железной дороги в Ленинград. 4 августа 1942 года Борису Бычевскому присвоено звание генерал-майора инженерных войск, а 22 июня 1944 года — звание генерал-лейтенанта.
После окончания Великой Отечественной войны назначен на должность генерал-инспектора Главной инспекции ВС СССР. С 1949 года и до выхода в отставку в 1959 году работал в центральном аппарате Министерства обороны. Автор нескольких книг мемуаров о Великой Отечественной войне.
Похоронен на Ваганьковском кладбище в Москве.

## Награды
- Орден Кутузова I степени (21 февраля 1944) — за умелое и мужественное руководство боевыми операциями и за достигнутые в результате этих операций успехи в боях с немецко-фашистскими
- Орден Красной Звезды (10 февраля 1943)
- Орден Ленина
- Орден Ленина
- Орден Красного Знамени
- Орден Красного Знамени
- Орден Красного Знамени
- Орден Красного Знамени
- Орден Богдана Хмельницкого I степени
- Орден Суворова II степени
- Медали

## Сочинения
- Бычевский Б. В. Город — фронт. — 2 изд. — Л.: Лениздат, 1967. — 431 с. — 70 000 экз.[1]
- Бычевский Б. В. Маршал Говоров. — М.: Воениздат, 1970.
- Бычевский Б. В. Командующий фронтом (О маршале Советского Союза Л. А. Говорове). — М.: Политиздат, 1973. — 112 с. — 200 000 экз.
- Бычевский Б. В. В начале войны под Ленинградом. // Военно-исторический журнал. — 1963. — № 1—2.

## В культуре
- Бычевский является одним из персонажей романа-эпопеи Александра Чаковского «Блокада», а также её одноимённой экранизации (его роль исполнил Олег Хроменков).